# تروانرویت
شهر تروانرویت (به آلمانی: Traunreut) در ایالت بایرن در کشور آلمان واقع شده‌است.